# Yngve Holm
Yngve Robert Holm (Västervik, 12 settembre 1895 – Stoccolma, 16 febbraio 1943) è stato un velista svedese.

## Palmarès

### Olimpiadi
- 1 medaglia:
  - 1 oro (Anversa 1920 nello Skerry Cruiser 40 m²)